# As We Fall
As We Fall, parfois écrit Aswefall, est un groupe d'électro-pop français composé de Clément Vaché et de Leo Hellden. 

## Biographie
Le groupe est formé par Clément Vaché et de Leo Hellden. Ils sortent leur premier album, Bleed, en 2005 sur le label Kill the DJ. Sur l'album, le journal Libération explique dans sa critique que « si Bleed est profondément marqué par cette période, et notamment toutes les sorties en noir et gris du défunt label Factory, le sujet du premier disque du duo français As We Fall est plutôt la nostalgie. Le temps qui file, la trentaine déjà bien entamée et les regrets qui vont avec. Autant de thèmes prêtant à une mélancolie heureusement transcendée par cet album en suspension, qui semble hors du temps là où tant d'autres sonnent comme des pastiches déjà datés ». L'album reçoit de bonnes critiques également du Benzine Mag pour qui c'est un « album réussi de bout en bout, qui se veut à la fois intime et très ouvert et qui procure à l’auditeur un plaisir immédiat ». Et pour Les Inrocks pour qui c'est « un de ces disques qui font retrouver le sourire côté français ». Aussi, le morceau Between Us qui est extrait de l'album (avec la voix de Daniella d'Ambrosio) a été utilisée par un spot publicitaire d'Air France,.
En 2010, ils sortent leur deuxième album, Fun is Dead,. Pour le site spécialisé Mange mes disques, « aussi réussi soit-il, Fun is Dead n'est pas un disque à mettre en toutes les oreilles. Car à moins de pouvoir faire preuve d'une ouverture à toute épreuve et d'être capable de davantage considérer les morceaux de Fun Is Dead comme des entités séparées plutôt que comme un tout pertinent, vous risquez vite de remettre en question la pertinence du projet élaboré par Clément Vaché et Leo Hellden ». Certains critiques révèlent des influences musicales et new wave des années 1980,.
Après une longue absence, le groupe revient avec le single Cogne en moi dont le clip est réalisé par Shirley Monsarrat et produit par Choke Industry.

## Discographie

### Albums studio
- 2005 : Bleed
- 2010 : Fun is Dead

### Singles
- 2005 : Youngeez
- 2015 :  : Cogne en moi